# آویاتیک بی. ۲
آویاتیک بی. ۲ (به انگلیسی: Aviatik_B.II) یک هواگرد ملخ‌پیشین تک‌موتوره از نوع شناسایی ساخت شرکت Aviatik است. هواگرد آویاتیک بی. ۲ نخستین پروازش را در ۱۹۱۵ میلادی انجام داد. این هواگرد در سال ۱۹۱۵ میلادی رسماً معرفی گردید.
طراح این هواگرد، Robert Wild بود.